# Fernando Abrucio

Fernando Luiz Abrucio é um cientista político, professor universitário e analista político brasileiro, conhecido sobretudo pela obra 'Os Barões da Federação', originalmente escrita como dissertação de mestrado e, posteriormente, publicada como livro. Sua formação ocorreu principalmente na Faculdade de Filosofia, Letras e Ciências Humanas da Universidade de São Paulo. Atualmente, é professor e pesquisador da Fundação Getulio Vargas em São Paulo. É também colunista do jornal Valor Econômico e apresentador do programa 'Discuta'  na rádio CBN São Paulo.

## Os Barões da Federação
Em sua obra mais conhecida, 'Os Barões da Federação', Abrucio se debruça sobre um tema central da ciência política brasileira que é a governabilidade do Poder Executivo no sistema político nacional. Neste texto, o autor se alinha a uma corrente considerada pessimista quanto à capacidade do presidente de coordenar políticas públicas diante de um Congresso forte e governadores estaduais poderosos. Argumenta que o processo de redemocratização inaugurado pelas eleições gerais de 1982, com voto direto para governador estadual pela primeira vez desde a queda do Regime de 1946, consolidou a este pleito o caráter de 'eleições fundadoras', conforme descrito por Juan Linz. Ou seja, como a primeira eleição direta realizada após anos de autoritarismo no Brasil teve natureza estadual, isso ajudou a determinar uma dinâmica regionalista à lógica da competição política no país.
Abrucio observa que a distribuição de recursos entre os municípios coloca ênfase na figura do governador, o que, dentro da lógica clientelista, aponta para uma maior necessidade de aproximação com o executivo estadual por parte dos membros do legislativo - tanto no âmbito das Assembleias Legislativas como da Câmara dos Deputados. Essa força política dos governadores traduzir-se-ia em um incremento do seu protagonismo na conjuntura federal, inclusive lhes outorgando autoridade sobre as bancadas partidárias no Congresso Nacional, fenômeno que Abrucio denomina Ultrapresidencialismo Estadual.

### Críticas
A obra, embora muito aclamada em número de citações e reconhecimento acadêmico, também foi alvo de diversas críticas. Ela se insere em uma escola doutrinária tradicional à primeira geração da politologia brasileira pós ditadura, à qual também subscrevem os autores Scott Mainwaring, David Samuels, Bolívar Lamounier e Sérgio Abranches. Estes cientistas consideram que o sistema político pátrio se caracteriza pela fraqueza das agremiações partidárias em uma estrutura excessivamente descentralizada, cujos eleitores são néscios à identificação partidária e o Executivo é encurralado pela necessidade de coalizões pouco programáticas junto ao Centrão.
Uma concepção rival é defendida por Fernando Limongi, que constata um comportamento parlamentar altamente partidarizado e nacionalizado no Brasil, com pouco espaço para o protagonismo de atores regionais. Essa segunda geração de analistas cita como exemplo de óbices à dinâmica institucional descrita por Abrucio a centralização das competências tributárias na União e as baixa evidências empíricas de que os deputados votem de acordo com indicações das suas respectivas afiliações estaduais ao invés de obedecer à coesão do seu agrupamento partidário.

## Prêmios
- Prêmio ANPAD - categoria Administração Pública (2003)[6]
- Prêmio Moinho Santista (2001)[7]
- Prêmio ANPAD - categoria Administração Pública (1998)[8]

## Obras (seleção)
- ABRUCIO, Fernando L. (1998). Os Barões da Federação. Os governadores e a redemocratização brasileira. São Paulo: Hucitec. 253 páginas. ISBN 85-271-0448-2